# Phạm Nhật Vượng
Phạm Nhật Vượng est un promoteur immobilier et un homme d'affaires. Il est le premier milliardaire vietnamien .

## Vie privée
Vượng est né le 5 août 1968 à Hanoi. La famille de son père est d’origine de la province de Hà Tĩnh au centre du Vietnam . Son père a servi dans une division de défense aérienne. Sa mère, vendeuse ambulante de thé sous forme de boisson, permettra à la famille de vivre malgré de très faibles revenus . Il a grandi à Hanoi et sort diplômé de l’école supérieure Kim Lien en 1985 . En 1987, il entre à l’université de géologie et des mines de Hanoi. Ses compétences en mathématiques lui permettront d’étudier à l’université de prospection géologique de Moscou d’où il sort diplômé en 1992 ,.  Il épouse Phạm Thu Hương, rencontrée pendant ses études supérieures, et déménage à Kharkiv en Ukraine . 

## Carrière en tant qu’entrepreneur
Avec de l’argent prêté par sa famille et des amis, il ouvre un restaurant vietnamien en Ukraine et démarre la production et la vente de nouilles instantanées . En 1993, il crée Technocom qui devient un leader dans la production de nourriture déshydratée en Ukraine  et qu’il revend à Nestlé pour 150 millions de $ en 2009 avant de retourner au Vietnam ,. 
Ses premiers projets au Vietnam sont Vinpearl Resort Nha Trang, un lieu de villégiature 5 étoiles ouvert en 2003 sur l’ile de Hon Tre, et Vincom City Towers renommé plus tard Vincom Ba Trieu au centre de Hanoi et ouvert en 2004. Vincom est mis en bourse en 2007 et fusionne avec Vinpearl Vượng's luxury resort business, pour former VinGroup en 2007 . Cette société a son siège dans son Riverside township, un quartier résidentiel entouré de canaux appelé le Venise de Hanoi, dans le district de Long Biên à l’est de Hanoi. En 2015, Vượng est en tête du classement des plus grandes fortunes du Vietnam avec une fortune estimée à 24.3 trillion de VNĐ (1,1 milliard de $), 4 fois plus importante que celle du second, Trần Đình Long de la Hanoi Hoa Phat Corporation .  Sa femme Phạm Thu Hương et sa belle-sœur Phạm Thúy Hằng sont respectivement 3e et 5e de ce classement. Le 9 juin 2019, le magazine Forbes estime sa fortune nette à 7.8 milliards US$ .